# Schippia concolor
Schippia concolor är en enhjärtbladig växtart som beskrevs av Karl Ewald Maximilian Burret. Schippia concolor ingår i släktet Schippia och familjen Arecaceae. Inga underarter finns listade i Catalogue of Life.